# ريتشارد وورف
ريتشارد وورف (بالإنجليزية: Richard Whorf)‏ هو منتج أفلام ومصمم أزياء تقليدية وممثل أمريكي، ولد في 4 يونيو 1906 في الولايات المتحدة، وتوفي في 14 ديسمبر 1966 بسانتا مونيكا في الولايات المتحدة. من الجوائز التي نالها جائزة توني لأفضل زي مُصمم ‏ سنة 1954.

## أعمال

### أفلام
- (1942) يانكي دودل داندي

## جوائز
- جائزة توني لأفضل زي مُصمم [الإنجليزية]‏ (1954)

## وصلات خارجية
- ريتشارد وورف على موقع IMDb (الإنجليزية)
- ريتشارد وورف على موقع ألو سيني (الفرنسية)
- ريتشارد وورف على موقع أول موفي (الإنجليزية)
- ريتشارد وورف على موقع قاعدة بيانات برودواي على الإنترنت (الإنجليزية)
- ريتشارد وورف على موقع قاعدة بيانات الأفلام السويدية (السويدية)
- ريتشارد وورف على موقع قاعدة بيانات الفيلم (الإنجليزية)
- ريتشارد وورف على موقع كينوبويسك (الروسية)